# NGC 3392
NGC 3392 је елиптична галаксија у сазвежђу Велики медвед која се налази на NGC листи објеката дубоког неба.
Деклинација објекта је + 65° 46' 53" а ректасцензија 10h 51m 2,9s. Привидна величина (магнитуда) објекта NGC 3392 износи 14,0 а фотографска магнитуда 15,0. NGC 3392 је још познат и под ознакама MCG 11-13-42, CGCG 313-37, PGC 32512.